# 愛歯
株式会社愛歯（あいし）は、歯科技工を行う日本の医療機器メーカーである。本社は熊本県菊陽町にある。主力製品は入れ歯、インプラントやクラウンである。

## 沿革
- 1978年 - 愛歯技工所開設
- 1982年 - 有限会社愛歯技工所設立
- 1993年 - 株式会社愛歯設立
- 1994年 - 福岡県久留米市に株式会社愛歯設立
- 1999年 - 長崎営業所開設、株式会社愛歯広川として福岡県八女郡広川町に新社屋移転
- 2000年 - 福岡営業所開設
- 2001年 - 広島営業所開設
- 2003年 - 鹿児島営業所開設
- 2004年 - 鹿児島県姶良郡に鹿児島営業所移転、長崎県西彼杵郡に長崎営業所移転
- 2006年 - 広島営業所移転、福岡営業所新築移転
- 2006年 - 岡山営業所開設
- 2007年 - 北九州営業所開設
- 2009年 - 兵庫営業所開設
- 2010年 - 松山営業所、宮崎営業所開設
- 2014年1月6日 - 本社工場を菊陽町に移転[2][3]

## 事業所
- 本社工場 - 熊本県菊池郡菊陽町
- 広川営業所 - 福岡県八女郡広川町
- 福岡営業所 - 福岡県福岡市西区
- 長崎営業所 - 長崎県西彼杵郡長与町
- 鹿児島営業所 - 鹿児島県姶良市
- 広島営業所 - 広島県広島市西区
- 岡山営業所 - 岡山県岡山市南区
- 北九州営業所 - 福岡県北九州市小倉南区
- 兵庫営業所 - 兵庫県尼崎市富松町
- 松山営業所 - 愛媛県松山市
- 宮崎営業所 - 宮崎県宮崎市潮見町

## 関連会社
- サクセスソサエティ